# Dan proslave biseksualnosti
Dan proslave biseksualnosti (engl. Celebrate Bisexuality Day), dan koji se obdržava 23. rujna svake godine, navlastito među članovima biseksualne zajednice i njihovim podupirateljima.
Ovaj dan ima za cilj pozvati biseksualnu zajednicu, njezine prijatelje i podupiratelje da priznaju i proslave biseksualnost, biseksualnu povijest, biseksualnu zajednicu i kulturu te sve biseksualne osobe u svojim životima.
Prvi put obdržan 1999. godine, Dan proslave biseksualnosti zamisao je troje aktivista za biseksualna prava: Wendy Curry iz Mainea, Michaela Pagea iz Floride i Gigi Raven Wilbur iz Texasa. Wilbur je kazala:

„Od vremena Stonvolske bune gejska i lezbijska zajednica povećala je svoju snagu i vidljivost. Biseksualna je zajednica također povećala snagu, no u mnogo smo stvari još nevidljivi. I ja sam od društva uvjetovana da neki par koji se šeće i drži za ruke automatski označujem ili kao heteroseksualni ili kao homoseksualni, ovisno o percipiranu rodu svake osobe.”

Ova proslava biseksualnosti, nasuprot općim LGBT-ovskim događanjima, upravo je zamišljena kao odgovor na predrasudu i marginalizaciju biseksualnih osoba koju neki imaju, odnosno čine i u heteroseksualnim i u većim LGBT-ovskim zajednicama. Citirajući Wendy Curry: „Sjedili smo uokolo na jednoj godišnjoj bikonvenciji, dajući si oduška, kada je netko – mislim da je to bila GiGi – kazao da bismo trebali imati neku zabavu. Svi smo voljeli velikog biseksualca Freddieja Mercuryja. Njegov je rođendan bio u rujnu pa zašto ne rujan? Željeli smo neki dan za vikend da budemo sigurni da će većina ljudi učiniti nešto. GiGin rođendan bio je 23. rujna. Padao je za vikend, i puf! Dobili smo dan.” U svojoj prvoj godini obdržavanje je održano tijekom susreta Međunarodne udruge gejeva i lezbijaka, koji se zbio tijekom tjedna kada pada 23.
Iako se isprva slavio u područjima s izrazito jakom biseksualnom prisutnošću, danas se ovaj dan proslavlja u nekim zemljama izvan Sjedinjenih Država, uključujući Kanadu i Australiju. Dan u pravilu prate rasprave, večernje zabave i plesovi u Torontu i velik maskenbal u Queenslandu u Australiji. Na Teksaškom sveučilištu A&M čitav tjedan prate panel‑diskusije i sesije s pitanjima i odgovorima. Dan se također slavi u Njemačkoj, Japanu, Novom Zelandu, Švedskoj i Ujedinjenoj Kraljevini.
18. rujna 2012. po prvi je put jedan grad u SAD-u, Berkeley u Kaliforniji, službeno proglasio dan koji priznaje biseksualce. Gradsko vijeće Berkeleyja jednoglasno je i bez rasprave proglasilo 23. rujna za Dan biseksualnog ponosa i bividljivosti (engl. Bisexual Pride and Bi Visibility Day).
Na Dan proslave biseksualnosti 2013. u Bijeloj kući bio je održan sastanak iza zatvorenih vrata sa skoro 30 biseksualnih zagovaratelja koji su se tako mogli susresti s vladinim službenicima i raspraviti o pitanjima od posebne važnosti za biseksualnu zajednicu; to je bilo prvo bispecifično događanje koje je dotad ugostila Bijela kuća.
Istog je dana u UK-u parlamentarna zastupnica i vladina ministrica za žene i ravnopravnosti Jo Swinson izdala priopćenje u kojem piše: „Pozdravljam Dan bividljivosti koji pomaže podići svijest o pitanjima s kojima se suočavaju biseksualne osobe, koji pruža mogućnost proslave različitosti i koji se fokusira na B u LGB&T-u.”

## Vanjske poveznice
- događanja kojima se obilježava Dan biseksualne vidljivosti
- Curry, W. Celebrating Bisexuality. BiWomen 17/6. Prosinac 1999. / siječanj 2000. Mrežno mjesto Bisexual Resource Centera. Arhivirano 25. svibnja 2007. na Wayback Machineu Internet Archivea.
- Curry, W. What's in a Name? Curried Spam. Rujan 2007.